# Доман
Доман (рум. Doman) — село у повіті Караш-Северін в Румунії. Адміністративно підпорядковане місту Решица.
Село розташоване на відстані 342 км на захід від Бухареста, 4 км на південний схід від Решиці, 76 км на південний схід від Тімішоари.

## Населення
За даними перепису населення 2002 року у селі проживали 758 осіб.
Національний склад населення села:
| Національність | Кількість осіб | Відсоток |
| -------------- | -------------- | -------- |
| румуни         | 701            | 92,5%    |
| німці          | 32             | 4,2%     |
| угорці         | 9              | 1,2%     |
| українці       | 8              | 1,1%     |

Рідною мовою назвали:
| Мова       | Кількість осіб | Відсоток |
| ---------- | -------------- | -------- |
| румунська  | 718            | 94,7%    |
| німецька   | 21             | 2,8%     |
| українська | 9              | 1,2%     |
| угорська   | 8              | 1,1%     |